# Снејк (река)
Снејк (енгл. Snake River) је река која протиче кроз САД. Дуга је 1.674 km. Протиче кроз америчке савезне државе Вајоминг, Ајдахо, Орегон и Вашингтон. Улива се у Колумбију.